# Денев, Георги
Георги Николов Денев (болг. Георги Никoлoв Денев; род. 18 апреля 1950, Ловеч) — болгарский футболист, игравший на позиции вингера, и тренер.

## Клубная карьера
Профессиональную карьеру начал в 1965 году за команду «Карпачев», в которой провёл три сезона во втором дивизионе. Сезон 1968/1969 провёл в плевенском «Спартаке», в котором провёл 28 матчей и забил 7 голов в чемпионате.
В 1969 году перешёл в столичный ЦСКА, где играл следующие 10 лет и считался одним из лучших футболистов Болгарии того времени. С ЦСКА он стал 5-кратным чемпионом Болгарии и трехкратным обладателем Кубка Болгарии. Всего провел за команду 227 игр в чемпионате и забил 68 голов, а также 22 матча и 3 гола в еврокубках. В то время Денева хотели видеть в своем составе европейские гранды Реал Мадрид и «Бавария», но переход не состоялся из-за тогдашнего запрета игрокам переходить в клубы за пределами страны.
После окончания сезона 1978/1979 ЦСКА отказался от услуг Денева, хотя ему было всего 29 лет. Разочарованный этим, он отправился к «Левски», который является вечным врагом «аррмейцев». Он тренировался месяц с командой, но ни одного официального матча так и не провел. Тогдашний глава клуба Иван Славков договорился о переходе игрока в Грецию, где Денев в течение 1979—1981 годов защищал цвета клуба «Этникос» (Пирей). Затем провёл еще два сезона в кипрском «Арисе», где в 1983 году, в возрасте 33 лет, закончил свою карьеру.

## Карьера за сборную
Дебют за национальную сборную Болгарии состоялся 15 ноября 1970 года в матче квалификации на чемпионат Европы 1972 против сборной Норвегии (1:1). Был включён в состав на чемпионат мира 1974 года в ФРГ, где сыграл во всех 3 матчах сборной на этом турнире. Всего Денев сыграл за сборную 49 матчей и забил 10 голов.

#### Голы за сборную
| Голы | Дата            | Место                                     | Соперник   | Счёт | Результат | Турнир                  |
| ---- | --------------- | ----------------------------------------- | ---------- | ---- | --------- | ----------------------- |
| 1.   | 11 октября 1972 | Васил Левски, София, Болгария             | Югославия  | 2-0  | 2-1       | Товарищеский матч       |
| 2.   | 19 ноября 1972  | Лиси, Лиси, Кипр                          | Кипр       | 0-2  | 0-4       | Квалификация на ЧМ 1974 |
| 3.   | 28 января 1973  | Лиси, Лиси, Кипр                          | Кипр       | 0-1  | 0-3       | Товарищеский матч       |
| 4.   | 28 января 1973  | Лиси, Лиси, Кипр                          | Кипр       | 0-3  | 0-3       | Товарищеский матч       |
| 5.   | 2 мая 1973      | Васил Левски, София, Болгария             | Португалия | 1-0  | 2-1       | Квалификация на ЧМ 1974 |
| 6.   | 18 ноября 1973  | Васил Левски, София, Болгария             | Кипр       | 2-0  | 2-0       | Квалификация на ЧМ 1974 |
| 7.   | 8 февраля 1974  | Аль-Садакуа Уальсалам, Эль-Кувейт, Кувейт | Кувейт     | 0-1  | 1-3       | Товарищеский матч       |
| 8.   | 13 октября 1974 | Васил Левски, София, Болгария             | Греция     | 2-0  | 3-3       | Квалификация на ЧЕ 1976 |
| 9.   | 13 октября 1974 | Васил Левски, София, Болгария             | Греция     | 3-1  | 3-3       | Квалификация на ЧЕ 1976 |
| 10.  | 11 июня 1975    | Васил Левски, София, Болгария             | Мальта     | 2-0  | 5-0       | Квалификация на ЧЕ 1976 |

## Карьера тренера
Начал тренерскую карьеру в 1990 году, возглавив тренерский штаб клуба «Слинчев Бряг» в сезоне 1990/91.
В сезоне 1992/93 тренировал кипрский «Арис», а в 1995 году был назначен наставником «Литекса». Однако под его руководством команда выбыла из группы А в сезоне 1995/96.

## Достижения

### ЦСКА (София)
- Чемпион Болгарии: 1970/71, 1971/72, 1972/73, 1974/75, 1975/76
- Обладатель Кубка Болгарии: 1971/72, 1972/73, 1973/74

### Сборная
- Обладатель Кубка Балкан: 1973—1976